# Димитър Кирков (писател)
Вижте пояснителната страница за други личности с името Димитър Кирков.
Димитър Щерев Кирков е български писател, автор на художествена проза, литературна критика и история, преводач от руски език.

## Биография
Димитър Кирков е роден на 4 октомври 1945 г. в Пловдив. Завършва техникум по текстил в родния си град (1964) и българска филология в Софийския държавен университет (1970). Веднага след дипломирането си става редактор във в. „Литературен фронт“ (1970–1972). Специализира теория на литературата в Москва (1972–1973), а след завръщането си е редактор в издателство „Наука и изкуство“ (1974–1981) и хоноруван асистент по история на българската литература в Софийския университет (1975–1981).
Кандидат на филологически науки (днес – доктор) с дисертация на тема „Възгледи за човека в съвременната българска художествена проза“ (1984 г.). Започва да публикува в литературния печат от студентските си години и се утвърждава като писател, литературовед и преводач.
Автор е на повече от 200 статии и студии в областта на литературната история, теория и критика, печатани във всички централни литературни издания. Автор е и на литературно-критическите книги „Позиции и творчество“ (1977) и „Анализи“ (1981). Автор на помагала по литература за различни степени на обучение и съавторство в учебник по литература за 11 клас (1996 година).
Освен романи, Димитър Кирков е печатал разкази и новели в различни издания и сборници. Книги и откъси от негови произведения са превеждани и издавани на руски, немски, английски, гръцки, македонски език.
Като преводач от руски език Димитър Кирков е представил в България множество белетристични, публицистични и философски текстове, но централно място сред тях заемат главните трудове на руски философи като Владимир Соловьов, Николай Бердяев и Лев Шестов.
От 1981 е редактор в сп. „Септември“ и завеждащ отдел „Белетристика“ (1991–1998). От 1989 до 1998 г. с проф. Тончо Жечев е съиздател на продължението на „Септември“, сп. „Летописи“; заместник главен редактор на списанието (2002–2008).
От 2002 до 2008 г. чете лекции в СУ „Св. Климент Охридски“ по магистърската програма „Творческо писане“ на Факултета по славянски филологии.
Член е на Българския ПЕН клуб.
Умира на 9 май 2017 г. в София.

## Отличия и награди
За своята литературна дейност Димитър Кирков е получавал следните награди:
- лауреат на „Южна пролет“ (за „Позиции и творчество“, 1979)[3];
- наградата на Съюза на българските писатели (за „Тайните на автомобилното гробище“, 1993);
- националната награда „Христо Г. Данов“ (за „Спирки из рая“, 1999)[4];
- наградата „Георги Братанов“ (за „Балкански грешник“, 2002);
- наградата „Берлински хъш“, Германия (за „Балкански грешник, 2003);
- наградата „Христо Ботев“ (за цялостно творчество, 2004).

Носител е на почетната златна значка на Съюза на преводачите в България.

## Художествени произведения
- „Хълмът“, роман (1986, II издание 2004);
- „Любов в ада“, роман (1989, II изд. 1994);
- „Тайните на автомобилното гробище“, роман за юноши (1992);
- „Спирки из рая“, автобиографична проза (1998);
- „Балкански грешник“, роман (2000, II изд. 2006);
- „Формула на гибелта“, роман (2003).
- „Лабиринт“, роман, 2011.
- „Последна игра“, роман, 2011.
- „Мария“, новела, 1994